# Санта-Клара (Куба)
Са́нта-Кла́ра (ісп. Santa Clara) — муніципалітет і місто на Кубі, Вілья-Кларська провінція. Адміністративний центр провінції. Розташоване у центральній частині країни. Друге за населенням місто країни після Гавани. Культурний і туристичний центр. Високо розвинена промисловість. Санта-Клара знаходиться приблизно за 300 км на південний схід від Гавани.

## Історія

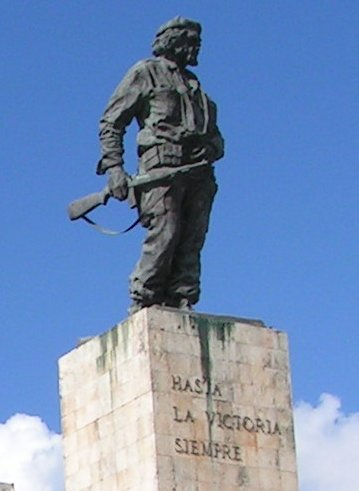
Пам'ятник Геварі на його могилі у Санта-Кларі

Місто було засноване 15 липня 1689 року 175-ма поселенцями. З 28 по 31 грудня 1958 року Че Гевара керував битвою за Санта-Клару під час Кубинської революції.
У 1997 році з Болівії на Кубу був перевезений прах Ернесто Че Гевари і урочисто похований в мавзолеї на заході міста.
У місті народився письменник і відомий діяч культури Томас Гонсалес-Перес.
Тютюнова фабрика Санта-Клари є однією з найкращих на Кубі. Тут виробляють сигари «Montecristos», «Partagás» і «Romeo y Julieta».

## Релігія
- Центр Санта-Кларської діоцезії Католицької церкви.

## Міста-побратими
- Калі, Колумбія (1994)
- Ов'єдо, Астурія, Іспанія (1995)
- Блумінґтон, Індіана, США (1999)[4]
- Чебоксари, Чуваська Республіка, Росія (2004)
- Сан-Карлус, Сан-Паулу, Бразилія (2005)